# 佐藤秀蔵
佐藤 秀蔵（さとう ひでぞう/しゅうぞう、1851年4月29日（嘉永4年3月28日）- 1934年（昭和9年）3月27日）は、明治から昭和時代前期の政治家、実業家。貴族院多額納税者議員。幼名は亀次郎。

## 経歴
陸奥国磐井郡摺沢村（岩手県東磐井郡摺沢村、摺沢町、大東町を経て現一関市）で、先代・佐藤秀蔵の長男として生まれる。1889年（明治22年）秀蔵を襲名した。1898年（明治31年）摺沢村会議員に当選。ついで東磐井郡会議員、所得税調査委員、八十八銀行取締役、横屋社長、陸中国東山製糸組合長などを歴任した。1909年（明治42年）岩手県多額納税者として貴族院議員に互選され、同年6月3日から1911年（明治44年）9月28日まで在任した。
日露戦争時には1万円を献金し、大船渡線建設に際しても私財を投じた。1956年（昭和31年）摺沢駅前に秀蔵と良平父子の胸像と頌徳碑が建てられた。

## 親族
- 長男[4]：佐藤良平（衆議院議員）[3]
- 次男：佐藤徳蔵（世嬉の一酒造　創業）
- 三男：佐藤秀平（横屋酒造　創業）